# Росляков Филимон Меркурійович
Филимо́н Мерку́рійович Росляко́в (*1758, місто Казань — †11 березня 1806, місто В'ятка) — російський архітектор, головний архітектор В'ятської губернії (1785–1806), був зачинателем забудови губернських міст за регулярними планами прикладних будівель (за прикладними проектами, складеними Петербурзькою комісією з будівництва міст). Титулярний радник (1795).

## Біографія
Народився Филимон Меркурійович 1758 року в родині солдата, сержанта Казанського гарнізону. Навчався в гарнізонній школі, звідки 1 березня 1772 року вступив до архітектурної школи Василя Кафтирєва, який в свій час навчався у Дмитра Ухтомського. Особливого штату при адміністрації Казанського намісництва не було, тому Росляков залишився в Казанському батальйоні на посаді солдата. В червні 1776 року він отримав чин фурієра, через 2 роки — сержанта, на сьомому році навчання став старшим сержантом. Після адміністративної реформи в Росії з'явилось нових 20 губерній, і новим губернським містам стали потрібні архітектори. Филимон Меркурійович, якому тоді було 27 років і він був найкращим учнем Ухтомського, згідно з указом від 7 травня 1785 року, став колезьким реєстратором, був звільнений від військової служби і продовжив службу (з 18 грудня) вже як статський — архітектором новоствореної В'ятської губернії.
Помер Филимон Меркурійович несподівано для всіх 11 березня 1806 року. Після нього його справу продовжували випускники Петербурзької академії мистецтв М. П. Кисельников, Н. А. Андреєвський, І. Д. Дюссар де Невіль та інші, але внесок Рослякова в архітектуру був незрівнянно більшим.

## Творчість

### Передумови
Почата ще Петром I європеїзація продовжувалась і після його смерті. Нові містобудівні ідеали, які прийшли із Європи, були для Росії новими і тому приживались повільно. Більша частина російських міст зберігала свій середньовічний вигляд. Міста В'ятської землі не були винятком. Лише примусові міри уряду Катерини II — введення найвище апробованих «прикладних» фасадів, нові регулярні плани губернських та повітових міст, перебудова їх при жорсткій регламентації всіх будівничих процесів та постійний контроль з боку уряду — могли прискорити перетворення. В столицях справи йшли швидше, там, хоч і під натиском, люди все більше дотримувались думки будівництва не розкішних палаців та храмів, а справжню красу вбачали в строгості та простоті будівель стародавніх Греції та Риму, в регулярному плануванні міст — прямих та широких вулицях, чітких рядах будинків.
З великим запізненням приходив класицизм і до В'ятської губернії, де ще традиційно дотримувались звичних норм та поглядів. «Прикладні» проекти, розроблені комісією з будівництва міст Петербурга та Москви на початку другої половини XVIII століття, стали авангардними нових архітектурних перетворень. Можна стверджувати, що появі нового стилю в архітектурі В'ятки допомогла бурхлива та безкомпромісна будівнича діяльність Катерини II. Здійснення такої діяльності припало на плечі першого губернського архітектора Филимона Рослякова.

### Активна робота
Свою роботу Филимон Меркурійович почав з перепланування та забудови за новими планами двох великих кам'яних будівель губернських державних установ, проекти яких архітектор склав ще до переїзду з Казані. Він використав фасади, розроблені для відновлення Твері після пожежі 1763 року. В травні 1787 року пройшла закладка південного корпусу, і до 1790 року обидві будівлі були зведені. Перше літо 1786 року Росляков був зайнятий перенесення плану міста В'ятки в натуру — позначенням вулиць та площ за допомогою палиць та канавок. А потім — відведення місць, складання проектів «планових будинків» для бажаючих будуватись та нагляд за їх будівництвом. Під його керівництвом почали будуватись казенні заводи, лазарети, магазини, казарми та гауптвахти, винні та соляні склади, мости та дороги, етапні в'язниці. За 20 років на посаді губернського архітектора Росляков дав життя 2722 проектам, виконав 1337 креслень. З усіх початих ним справ лише 310 залишились незакінченими.
Вся центральна частина В'ятки була забудована за проектами Филимона Меркурійовича. За перший період власної роботи за прикладними проектами будувались переважно житлові будинки та магазини для торгових майданів. Для казенних потреб зводились школи, аптеки, пошти та контори. Губернські чиновники скуповували старі будинки, які потім за планами Рослякова перебудовували на новий лад. В архівах збереглися книги реєстрації виданих Росляковим проектів за 8 років роботи (1796–1804). За цей час він склав для церковного відомства та парафій 128 проектів церков, дзвіниць, зробив велику кількість рисунків іконостасів, огорож та воріт. Для міщан було складено 926 проектів житлових будинків, в тому числі по В'ятці — 246, Слободському — 174, Котельничу — 148, Орлову — 120, Сарапулу — 64, Царево-Санчурську — 42, Малмижу — 38, Єлабузі — 36, Яранську — 30, Нолинську — 22, Уржуму — 3, Каю — 3.
Серед багатьох доручень, які виконував Росляков, була одна справа, яка при житті не була ані закінчена, ані списана. У кінці XVIII століття російський уряд ухвалив рішення про створення Атласу генеральних карт міст імперії, який повинен був підвести результати перебудови провінційних та столичних міст на західний манер. В атлас мали бути географічні карти всіх губерній, плани та панорамні зображення всіх її міст, якими вони стали після перебудови за найбільш конфірмованими планами. На знятих з натури видах міст слід було вказати міські будинки, храми і особливо громадські та казенні будівлі. Указ про зняття планів прийшов і до В'ятки, і губернська влада доручила цю справу головному архітектору. В його штаті не було архітекторів, художників і навіть землемірів. Тим не менш Росляков знайшов людину, яка могла виконати дану роботу — вчитель малювання та землемір Анисімов Михайло Анкінлинович. Справа по Росії не була доведена до кінця і навіть забута, тому і Росляков не дуже поспішав. В березні 1806 року, після його смерті, в архівах Филимона Меркурійовича були знайдені 25 «білих планів» міст губернії для атласу та 13 «чорних».

### Цивільне будівництво
Цивільні будівлі, збудовані Росляковим, і до сьогодні прикрашають вулиці Кірова та інших міст регіону. В його архіві збереглися книги видачі проектів також і по Нолинську та Слободському з 1787 року, по Орлову, Котельничу, Сарапулу, Каю та Малмижу — з 1790–1794 років, по Яранську та Єлабузі — з 1796 року. Про нього кажуть: Росляков будував не будівлі, він будував цілі міста, і будував він не будинками, а цілими вулицями. У В'ятці, наприклад, ним був забудований повністю весь центр міста, про що він в травні 1791 року доносить губернатору.
Планував Филимон Меркурійович будівництво за регулярними планами, під забудову відводились ділянки прямокутної форми. Їхня довжина по вулиці визначалась згідно з розмірами будівлі, а глибина зазвичай дорівнювала половині кварталу. Нова садиба складалась з трьох частин: переднього двору, заднього (господарського) двору та саду (городу). Передній двір розташовувався не перед будинком (перед ним була вулиця), а збоку чи навіть позаду. Будинки ставились тепер по червоній смузі вулиці з деякими розривами між ними, які регламентувались протипожежними правилами. Суцільної лінійною забудови тоді не було. У багатих садибах могло бути й 3 будівлі: 2 флігеля і головний будинок в центрі. Він також виділявся і більшими розмірами, мав невеликі виступи-ризаліти, зазвичай з трикутним фронтоном. Часто він мав також і додаткові поверхи зменшеної висоти з боку двору. З флігелями будинок з'єднувався кам'яною огорожею з воротами.
Росляков не полюбляв декоративного оздоблення цивільної архітектури. Вікна він розміщував в неглибоких нішах, розділяв фасади гладкими лопатками чи пілястрами, часто використовував квадратні або лежачі філенки. В карнизах він розміщував флігелі, якщо будинки ставились по червоній смузі головної вулиці, обшивались тесом, а за допомогою накладних деталей їм придавали вигляд рустів кам'яної кладки. Для таких будинків було обов'язковим обладнання балюстради чи суцільної парапетної стінки над фасадною стіною.

### Культове будівництво
Росляков займався і культовими спорудами — складав проекти церков, дзвіниць та каплиць. За загальним плануванням та композиціями храми принципово не відрізнялись від своїх попередників, барочних храмів середини XVIII століття. Він будував ті ж церкви типу «корабля», складені з чотирьох розташованих на одній осі частин: вівтар — холодний храм — теплий храм (трапезна) — дзвіниця на паперті. Варіанти об'ємно-просторових композицій були різноманітні. В їхній основі були поширені з попередньої практики архітектурні форми вівтарної апсиди (напівкруглі або «половинкою вісімки»), холодного храму («четвірки» чи «вісімки на четвірці»), трапезної (паралелепіпеда) та дзвіниці (багатоярусні башти із «четвірок», «вісімок» та циліндрів). Дуже часто Росляков прислуховувався до побажань парафіян майбутньої церкви.
Традиційною здавна формою холодного храму був куб, висота якого могла змінюватись — він міг бути витягнутим та високим або ж мати меншу висоту. Практика дерев'яного зодчества залишила й іншу форму — «вісімка від землі». Їхню комбінацію — «вісімка на кубі» — бароко XVIII століття зробило звичною, а на В'ятській землі навіть улюбленою. Росляков продовжив пошуки художньої форми храмів підносячи їх у висоту, відшукував пропорції частин та виразність ярусності. Саме вертикалізм був характерною рисою спроектованих них храмів. В силуетах церков насамперед око зупиняється на вертикалі дзвіниці. У Филимона Меркурійовича вони зазвичай легкі і нагадують стрілу, гострий кінець якої утворений високим куполом із ярусом дзвонів, барабан-восьмигранник та шпиль, який увінчує його. Саме за таким стилем одразу можна помітити росляковські дзвіниці. Тіло такої «стріли», стовбур дзвіниці, складається з двох, трьох і навіть чотирьох поступово менших за висотою та діаметром ярусів, які мають світлові ніші, рідше напівколонки або пілястри біля ребер граней. Починаючи з четверика, з висотою стовбур змінює профіль, стає більш округлим.
Зберігаючи в загальних рисах планування та об'ємно-просторову композицію середини XVIII століття, церкви останнього десятиліття різко відрізнялись від них за декором фасадів. Поряд з пишними декорованими храмами вони казались дуже простими. Це разюче кидалось в очі особливо тоді, коли дзвіниці були добудовані на 10-15 років пізніше. Поширеними варіантами проектування храмів були також церкви з одним чи двома барабанами, або напівголовами та високим дахом, який нагадував курму старовинних в'ятських храмів. За таким проектом були збудовані церкви в селах Архангельське, Верхосуньє, Пустоші, Слудка, Роговське, Рябово, Ситьма, Василівське та інші в період 1790–1803 років.
На кінець 1790-х років поряд з храмами четвериком в творчості Рослякова все частіше зустрічаються храми типу «вісімка на четверику», прототип яких відноситься до періоду в'ятського бароко. Такі храми збудовані в селах Ілгань, Ігумново, Істобінськ (Троїцький храм), при Залазнинському заводі Мосолових, а на початку XIX століття — в селах Лоп'ял, Лудяна Економічна, Верховойське, Пищальє, в місті Орлові (Казанський собор). Характерною рисою компонованих рішень цього типу також є вертикалізм. Росляков у своїй творчості використовував планувальні та композиційні рішення храмів, відібрані практикою попередніх періодів. Але він був зачинателем нових декоративних прийомів, палітра його засобів була скромною та аскетичною. З фасадів повністю щезли фарба, різні деталі з білого каміння, фасонної чи тесаної цегли, орнамент. Спрощені до межі карнизи, пояски, зменшений їхній виніс. В такий спосіб Росляков умів найменшими засобами розкрити сутність будівлі і показати роботу усіх її частин.

## Проекти

### містоКіров
- комплекс перебудованого Хлиновського кремля
- комплекс забудови площі Предтеченської церкви
- Спаський собор (по вулиці Більшовиків, 50)
- Ахтирська кладовищенська церква (по вулиці Червоноармійській, 43)
- садиба М. С. Машковцева (на розі вулиць Дрелевського та Свободи, 12/74)
- питейний дім (по вулиці Дрелевського, 46)
- будинок С. Я. Шубнікова (по вулиці Енгельса, 35)
- будинок І.Шестакова (по вулиці Дрелевського, 39)
- будинок В. Б. Хохрякова (на розі вулиць Герцена та Карла Лібкнехта, 50/96)
- будинок П. С. Хохрякова (на розі вулиць Московської та Свободи, 21/63)
- будинок І. І. Татаурова (на розі вулиць Дрелевського та Леніна, 8/77)
- будинок А. М. Смірнова (по вулиці Свободи, 64а)
- будинки Ф. М. Рязанцева (по вулиці Московській, 26 та 28)
- будинок А. І. Пихтеєва (по вулиці Енгельса, 46)

### Білохолуницький районта містоБіла Холуниця
- Троїцька церква в місті Біла Холуниця (1798–1803), яка не збереглась
- Троїцька церква в селі Троїця (1804–1808)

### Богородський район
- Ільїнська церква в селі Верховойське (1800–1809)
- Казансько-Богородицька церква в селі Караул (1790–1800)

### Сарапульський районта містоСарапул
- Покровська церква в місті Сарапул (1791)
- храм Богоявлення Господнього в селі Нечкино (1801–1808)
- храм Святої Трійці в селі Мостове (1801–1813)